# Condado de Jarosław
Nota linguística: Não confundir hrabstwo (condado) com powiat (divisão administrativa)..
Jarosław (polaco: powiat jarosławski) é um powiat (condado) da Polónia, na voivodia de Subcarpácia. A sede é a cidade de Jarosław (województwo podkarpackie). Estende-se por uma área de 1029,15 km², com 122 175 habitantes, segundo os censos de 2005, com uma densidade 118,71 hab/km².

## Divisões admistrativas
O condado possui:
Comunas urbanas: Jarosław, Radymno
Comunas rurais: Chłopice, Jarosław, Laszki, Pawłosiów, Pruchnik, Radymno, Rokietnica, Roźwienica, Wiązownica
Cidades: Jarosław, Radymno

## Demografia
População (dados de 30 de Junho de 2005):
|          | Total   | Total | Mulheres | Mulheres | Homens  | Homens |
| -------- | ------- | ----- | -------- | -------- | ------- | ------ |
|          | pessoas | %     | pessoas  | %        | pessoas | %      |
| Total    | 122 175 | 100   | 63 051   | 51,6     | 59 124  | 48,4   |
| Cidades  | 46 078  | 100   | 24 553   | 53,3     | 21 525  | 46,7   |
| Povoados | 76 097  | 100   | 38 498   | 50,6     | 37 599  | 49,4   |